# Мексиканское песо
Мексиканское песо (исп. Peso mexicano) — валюта государства Мексика. До 1999 года в Общероссийском классификаторе валют называлось мексиканским новым песо.
Мексиканское песо состоит из 100 сентаво.
Находятся в обращении банкноты достоинством в 1000, 500, 200, 100, 50 и 20 мексиканских песо. В обороте монеты номиналом 100, 50, 20, 10, 5, 2, 1 песо, 50, 20, 10 и 5 сентаво.
27 мая 2008 года мексиканское песо вошло в список свободно конвертируемых валют, используемых при расчётах в международной межбанковской системе CLS.
Символ мексиканского песо, как и у доллара США — $. Знак сентаво идентичен символу цента — ¢.

## История

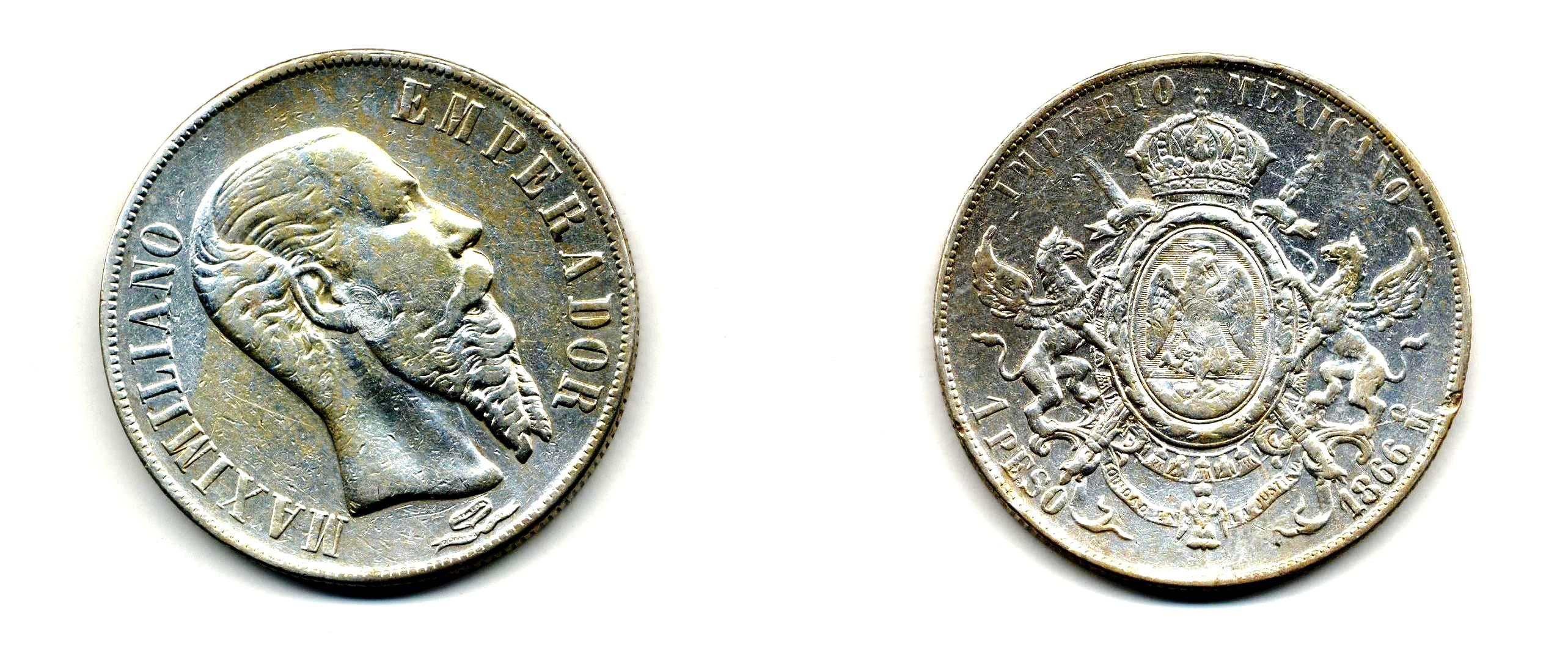
1 песо серебром 1866 года с изображением императора Максимилиано

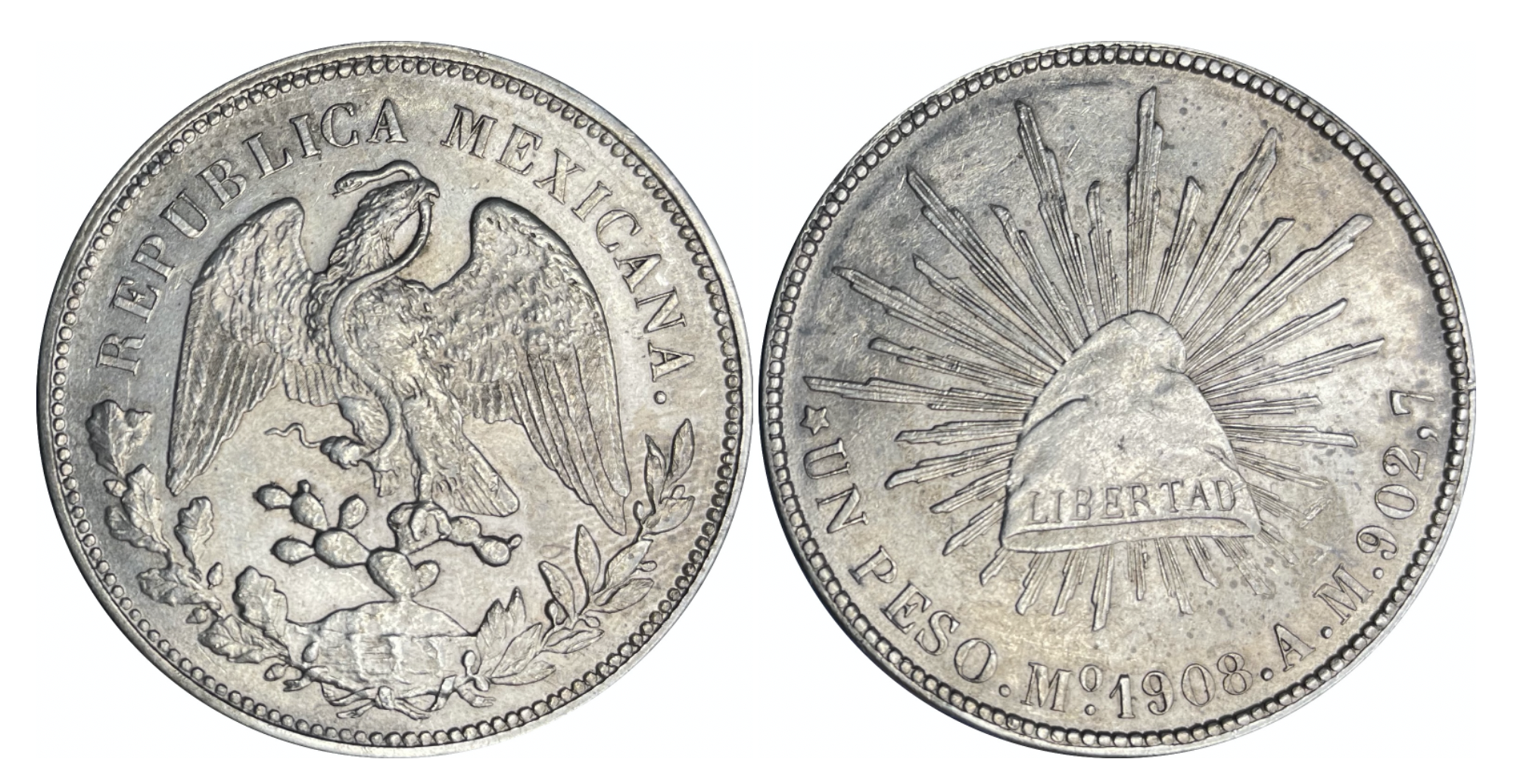
1 песо серебром 1908 года

В XIX веке испанские золотые и серебряные монеты латиноамериканского региона были одной из мировых валют и широко использовались в торговле. В 1863 году произошёл переход на десятичную систему: монета в 8 реалов («испанский доллар») получила название песо; в свою очередь, она делилась на 100 сентаво.
Начиная со времён мексиканской революции, мексиканское песо несколько раз переживало инфляцию, что приводило к изменению металла монет и их размера, но не к денежным реформам.
В 1980-е годы мексиканское песо (код MXP) подверглось гиперинфляции, и с 1 января 1993 года было заменено на новое мексиканское песо (код MXN) по курсу 1:1000. С 1 января 1996 года для новой валюты используется название мексиканское песо, соответственно изменились и надписи на банкнотах и монетах (однако их дизайн остался неизменным).

## Монеты
В настоящее время наиболее часто используются монеты в 50 сентаво, 1, 2, 5 и 10 песо. Монеты в 5, 10 и 20 сентаво используются редко в связи с низкой ценностью, крупные супермаркеты нередко округляют стоимость товара до 50 сентаво или 1 песо в пользу благотворительных организаций по желанию покупателя. Монеты в 20, 50 и 100 песо также редки в связи с циркуляцией более лёгких в использовании банкнот в 20, 50 и 100 песо. Выпускаемые с 1993 года биметаллические монеты в 50 песо и с 2003 года монеты в 100 песо — одни из немногих в мире, содержащие серебро 925 пробы. Сердцевина этих биметаллических монет содержит 1/2 унции (16,812 г) серебра, а внешнее кольцо изготовлено из алюминиевой бронзы.
Техасские рейнджеры с 1962 года носят на рубашке значки, изготовленные из мексиканских монет с содержанием серебра 99,9 % номиналом 5 песо 1947 или 1948 года (рейнджеры в звании капитана — из тех же монет позолоченные, или изготовленные из мексиканских монет с содержанием золота 90 % номиналом 50 песо 1947 года). Значок техасского рейнджера носит неофициальное название синко песо (англ. cinco peso), в переводе с испанского пять песо. На реверсе и гурте значка заметны следы чеканки монеты.

## Банкноты
В обороте используются банкноты в 20, 50, 100, 200, 500 и 1000 песо. С 2002 года банкноты в 20 песо и с 2006 года банкноты в 50 песо изготавливаются из полимеров. К столетней годовщине Мексиканской революции в 2010 году Банк Мексики также выпустил в обращение 50 млн полимерных банкнот в 100 песо с юбилейным дизайном. Остальные банкноты изготавливаются из материала на хлопчатобумажной основе.
В 2017 году выпущены памятные банкноты в 100 песо, посвящённые 100-летию принятия Конституции Мексики. В 2019 году выпущены памятные банкноты в 200 песо, посвящённые 25-й годовщине независимости Банка Мексики от федерального правительства.

## Режим валютного курса
В настоящее время в Мексике используется режим плавающего валютного курса. Критерием эффективности курсовой политики (курсовой якорь) выступают показатели инфляции.